# Saulce-sur-Rhône
Saulce-sur-Rhône är en kommun i departementet Drôme i regionen Auvergne-Rhône-Alpes i sydöstra Frankrike. Kommunen ligger i kantonen Loriol-sur-Drôme som tillhör arrondissementet Valence. År 2022 hade Saulce-sur-Rhône 1 882 invånare.

## Befolkningsutveckling
Antalet invånare i kommunen Saulce-sur-Rhône
Referens:INSEE